# Bruxelles-Central
Bruxelles-Central / Brussel-Centraal, formelt Gare de Bruxelles-Central / Station Brussel-Centraal er hovedbanegården i Belgiens hovedstad, Bruxelles. Den har 6 spor og er et knudepunkt på nord-syd-strækningen gennem byen, ligesom den betjener to af linjerne på Métro de Bruxelles.
Banegården er tegnet af Victor Horta og blev indviet i 1952 som led i anlægget af nord-syd-strækningen, hvor den ligger mellem de øvrige store stationer, Bruxelles-Midi og Bruxelles-Nord. Perronerne er alle placeret under jorden. Via en tunnel er der adgang til den nærliggende Metro-station Gare Centrale / Centraal Station, der åbnede som premetro-station i 1969. 
50°50′44″N 4°21′26″Ø / 50.84556°N 4.35722°Ø